# Krnovec
Krnovec je přírodní rezervace v katastrálním území Bystrc v Brně, okres Brno-město. Nachází se nad pravým břehem Brněnské přehrady v Hvozdecké pahorkatině, západně od hradu Veveří. Důvodem ochrany jsou přírodě blízká až přirozená lesní společenstva dubohabřin a druhově bohatý bylinný podrost. Rezervace je částečně znehodnocena ukládáním odpadu ze zahrádkářské kolonie.

## Geologie
Podloží tvoří biotitické až amfibol-biotitické granodiority brněnského masivu, devonské vílémovické vápence a rokytenské slepence permu Boskovické brázdy. Půdy reprezentují kambizem typická a rankery s typickou litozemí.

## Flóra
Z dřevin jsou nejdůležitější dub zimní (Quercus petraea), habr obecný (Carpinus betulus), lípa malolistá (Tilia cordata), javor mléč (Acer platanoides), buk lesní (Fagus sylvatica), jasan ztepilý (Fraxinus excelsior), dub letní (Quercus robur), jeřáb břek (Sorbus torminalis), vrba bílá (Salix alba), mezi keři jsou zastoupeny bez černý (Sambucus nigra), brslen bradavičnatý (Euonymus verrucosus), brslen evropský (Euonymus europaeus), dřín jarní (Cornus mas), kalina obecná (Viburnum opulus), klokoč zpeřený (Staphylea pinnata), líska obecná (Corylus avellana), ptačí zob obecný (Ligustrum vulgare) či svída krvavá (Cornus sanguinea). Rostlinstvo zastupuje brambořík nachový (Cyclamen purpurascens), čilimník řezenský (Chamaecytisus ratisbonensis), dymnivka plná (Corydalis solida), chrastavec křovištní (Knautia drymeia), kyčelnice devítilistá (Dentaria enneaphyllos), medovník velkokvětý (Melittis melissophyllum), oměj vlčí mor (Aconitum lycoctonum), pryšec mandloňovitý (Euphorbia amygdaloides), vemeník dvoulistý (Platanthera bifolia), zapalice žluťuchovitá (Isopyrum thalictroides) a další.

## Fauna
Z plazů je to slepýš křehký (Anguis fragilis), u vody užovka podplamatá (Natrix tessellata) a užovka obojková (Natrix natrix), z ptáků brhlík lesní (Sitta europaea), datel černý (Dryocopus martius), lejsek šedý (Muscicapa striata), lejsek bělokrký (Ficedula albicollis), rehek zahradní (Phoenicurus phoenicurus), strakapoud prostřední (Dendrocopos medius), žluna zelená (Picus viridis) či žluva hajní (Oriolus oriolus).